# Праоци
Праоци (грч. προπατερες, προπατως) – у хришћанству назив за претке Исуса Христа по телу. У праоце спадају старозаветни патријарси (грчки πατριαρχης - предак, праотац), који се сматрају прецима јеврејског народа и човечанства у целини. Црква одаје почаст десеторици претпотопних патријарха, који су, према Светом писму, били узори побожности и чувари обећања и пре давања Закона Израиљу и одликовали су се изузетном дуговечношћу; све до Јакова и Јосифа, чијом смрћу је завршена патријархална ера библијске историје, патријархе је карактерисала непосредна комуникација са Богом. Као преци Исуса Христа, праоци су укључени у историју спасења коју разматра хришћанска сотериологија и у историју кретања човечанства ка Царству небеском.
У ширем смислу, праоци у Православној цркви подразумевају све старозаветне свете, поштоване као извршиоце воље Божије у светој историји пре новозаветне ере. Истовремено, свети преци Христови, уврштени у Његов родослов и прибрајају се Светим оцима.
Често се само три патријарха називају прецима - прецима јеврејског народа: Аврам, Исак и Јаков. По њима и четири прамајке – Сару, Ребеку, Рахелу и Лију. У јеврејској традицији, Аврам, Исак и Јаков се називају и патријарсима и очевима (праоцима) (хебрејски: שלשת האבות‎ – „три праоца“).
Недељу светих праотаца и недељу светих отаца уочи прослављања Рождества Христовог Православна црква посвећује успомени на старозаветне свете претке Исуса Христа.

## Преци

### Препотопни преци

#### Преци:
- Адам,
- Авељ,
- Сит.

#### Патријарси:
- Адам,
- Сит,
- Енос,
- Кенан,
- Малелеил,
- Јаред,
- Енох,
- Метузалем,
- Ламех,
- Ноје.

У реду праотаца такође се поштују:
- Праведни Авељ, син Адамов[тражи се извор]
- Праведни Сем, син Нојев[тражи се извор]
- Праведни Јафет, син Нојев[тражи се извор]

### Преци после потопа

#### Патријарси:
- Арфаксад, син Семов
- Кајнан, син Арфаксадов
- Салин, син Кајнанов
- Ебер, син Салинов
- Фелек, син Еберов
- Рагав, син Фелеков
- Серух, син Рагавов
- Нахор син Серухов
- Тера син Нахоров[6]

У ери после Великог потопа и пре давања Закона Мојсију, међу патријарсима су били Аврам, Исак, Јаков и Јосиф, а потоњи је окончао патријархални период библијске историје. Такође међу праочевима ове ере су Мелхиседек и Јов.
Хришћанска традиција у делима ових патријарха види провиђење, старозаветно ишчекивање новозаветне историје: дакле, Аврамова жртва Исака предочава, према патристичким тумачењима, смрт на крсту и васкрсење Христово. Овакво просветитељско (типолошко) тумачење одразило се у хришћанској химнографији (сећање на старозаветне патријархе у служби Господњих и Богородичиних празника) и иконографији.
Следећи потомци Јакова, сина Исаковог, поштовани су као преци укључени у календар Православне цркве:
- Рувим
- Симеон
- Леви
- Јуда
- Дан
- Неталим
- Гад
- Асир
- Исахар
- Зебулун
- Јосиф
- Венијамин
- пророк Мојсије
- Првосвештеник Арон, Мојсијев брат
- Првосвештеник Елеазар, син Аронов
- Хор, Мојсијев друг
- Симон, велики свештеник
- Јошуа
- Варак
- Гидеон
- Самсон
- Јефтај
- пророк Самуило
- Јесеј, Обедов син
- Краљ-пророк Давид, син Јесејев
- Цар Соломон, син Давидов
- пророк Натан
- пророк Илија
- пророк Јелисеј
- цар Језекија
- цар Јосија, син Амонов
- Праведни Зоровавељ
- Исус, син Јоседеков
- Немија
- Праведни Захарија, отац Јована Крститеља
- Јован Крститељ.

Међу праоцима су и четири велика пророка: Исаија, Јеремија, Језекиљ, Данило, као и дванаест мањих пророка и три младића: Ананија, Азарија и Мисаило.
У праочеве спадају и праведни Јоаким и Ана, родитељи Богородице, и праведни Јосиф, заручник Богородице. Цар Давид се назива и оцем Божијим.

## Праматере
Поред Свете Ане, у реу праотаца се поштују и следеће старозаветне жене:
- Прамајка Ева
- Праведна Сара, жена Авраамова
- Праведна Ребека, жена Исакова
- Праведна Лија, Јаковљева прва жена
- Праведна Рахила, друга жена Јаковљева
- Праведна Мирјам, Мојсијева сестра
- Праведна Рава, становница Јерихона
- Праведна Дебора, која је судила Израелу
- Праведна Јаила, која је убила Сисеру
- Праведна Рут
- пророчица Хулдама
- Праведна Јудита, која је убила Олоферна
- Праведна Јестира, која је избавила јеврејски народ од Амана
- Праведна Ана, мајка пророка Самуила
- Праведна Сузана[9]

## Историја
Поштовање старозаветних праотаца у хришћанској цркви посведочено је најмање од друге половине 4. века. Претпоставља се да сеже до праксе јудео-хришћанских заједница првих векова хришћанства и везује се првенствено за Јерусалимску цркву.
Старозаветни свети помен се у обреду Свете Литургије у заступничкој молитви пред причешће: „Да нађемо милост и благодат код свих светих, праотаца, отаца, патријарха, пророка који су Ти од памтивека угађали...“ ( Литургија Светог Василија Великог). Такав помен се већ јавља код Светог Кирила Јерусалимског (који се упокојио 386. године), који је написао: „Тада се сећамо патријараха, пророка, апостола и мученика који су умрли пре Христа, да би Господ примио ову жртву њиховим молитвама. и њихово заступништво“.

### Недеља Светих Отаца
Православна црква Недељу светих праотаца и недељу светих отаца – дане сећања са овим датумом – посвећује успомени на старозаветне свете и претке Исуса Христа. У овом случају, реч недеља се схвата као литургијски термин који значи „недеља“. Недеља светих праотаца обележава се претпоследње недеље уочи Рођења Христовог и пада између 24. децембра (11. по јулијанском календару) до 30. децембра (17. по јулијанском календару).
У Недељу Светих, Праотаца и Недељу Светих, Црква Отаца се сећа свих старозаветних патријарха, од Адама до Јосифа Обручника, и свих старозаветних праведника који су се оправдали вером у долазећег Месију. У црквеним песмама они су поименично наведени.